# Jan van den Akker
Jan van den Akker (Utrecht, 10 augustus 1960) is een Nederlands voormalig profvoetballer die in zijn carrière onder meer uitkwam voor FC Utrecht en SBV Vitesse.

## Carrière
Van den Akker begon te voetballen bij amateurclub DOS. Hij speelde vanaf 1978 bij FC Utrecht, en maakte deel uit van het elftal dat in het seizoen 1980/81 derde werd, met onder andere Willy Carbo, Frans Adelaar, Jan Wouters, Gert Kruys, Koos van Tamelen, Leo van Veen, Willem van Hanegem en Hans van Breukelen. FC Utrecht werd vijfde in 1979/80 en in 1981/82. Van den Akker speelde tot 1987 bij de club uit de Domstad, en werd in het seizoen 1983/84 gedeeld clubtopscorer, met 9 doelpunten. Ook Ben Rietveld haalde dat aantal dat jaar. Tevens speelde hij twee Europacup II wedstrijden. In het seizoen 1987/88 zou hij nog voor Vitesse uitkomen. Wanneer hij in 2001 naar Texel verhuist, speelt hij nog enkele seizoenen voor de amateurclub SV De Koog.

## Trivia
- Tijdens en na zijn voetbalcarrière was Van den Akker taxichauffeur. Nadat hij was gestopt ging hij werken bij een begrafenisondernemer.
- Daarnaast rijdt Van den Akker al jaren als vrachtwagenchauffeur de televisiewagens van EMG Nederland door heel Europa.